# El Tajín
El Tajín is een archeologische vindplaats in de Mexicaanse deelstaat Veracruz, vlak bij de stad Poza Rica. El Tajín was op haar hoogtepunt tussen 500 en 1200.

## Geschiedenis
El Tajín is al zeker sinds de 1e eeuw bewoond, maar grootschalige bouwprojecten begonnen pas veel later, vermoedelijk onder invloed van de Tolteken. De meeste grote bouwwerken zijn tussen 700 en 1000 gebouwd. Wie El Tajín hebben gebouwd is niet helemaal zeker, maar de meeste archeologen gaan ervan uit dat het de Totonaken zijn geweest. De stad is genoemd naar Tajín, de Totonaakse onweersgod. Het culturele complex waar El Tajín de belangrijkste stad van is, wordt de Veracruzbeschaving genoemd. In de 12e eeuw is de stad vermoedelijk geplunderd door Chichimeken. Toen de Spaanse veroveraars de stad in 1540 ontdekten, was zij geheel verlaten.

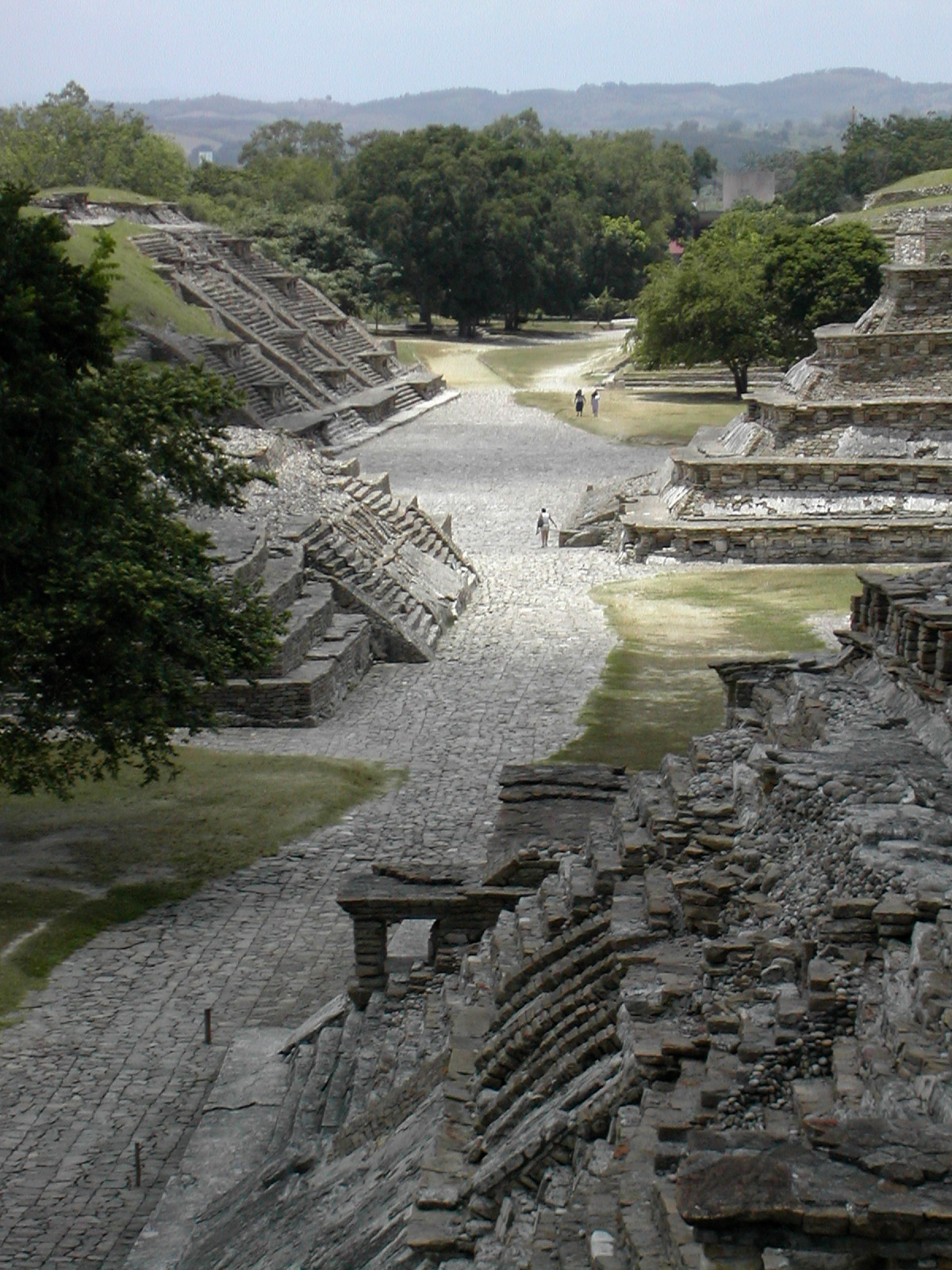

De stad was volledig overwoekerd door bos tot zij eind 18e eeuw werd herontdekt door Diego Ruiz en later Alexander von Humboldt. Archeologische opgravingen zijn begonnen in 1943 en sinds 1980 zijn enige gebouwen gerestaureerd. Sinds 1992 is de stad opgenomen in de lijst van Werelderfgoed.

## De site
El Tajín heeft een oppervlakte van ongeveer een vierkante kilometer, hoewel een deel van de stad nog niet is uitgegraven. In de stad bevinden zich verschillende piramiden, stèles en balspeelplaatsen. Het bekendste gebouw in El Tajín is de Piramide van de Nissen. Deze piramide is 25 meter hoog en kent 365 nissen, vermoedelijk een voor elke dag van het jaar.
Bij de site is een klein museum. Hoewel El Tajín een toeristische trekpleister is, is de stad minder bekend dan de meeste andere locaties van vergelijkbaar kaliber in Mexico.
Agavelandschap en oude industriële faciliteiten van Tequila · Hydraulisch systeem van het aquaduct van Padre Tembleque · Oude Mayastad en beschermde tropische regenwouden van Calakmul, Campeche · Historische versterkte stad Campeche · Precolumbiaanse stad Chichén Itzá · Centrale Universiteitsstadscampus van de Nationale Autonome Universiteit van Mexico · Biosfeerreservaat El Pinacate y Gran Desierto de Altar · El Camino Real de Tierra Adentro · Precolumbiaanse stad El Tajín · Franciscaanse missieposten in de Sierra Gorda van Queretaro  · Historische stad Guanajuato en aangrenzende mijnen · Hospicio Cabañas, Guadalajara · Eilanden en beschermde gebieden in de Golf van Californië · Luis Barragánhuis en -studio · Historisch Centrum van Mexico-Stad en Xochimilco · Vroeg-16e-eeuwse kloosters op de hellingen van de Popocatépetl · Historisch centrum van Morelia · Historisch centrum van Oaxaca en Monte Albán · Precolumbiaanse stad en nationaal park Palenque · Archeologische zone van Paquimé, Casas Grandes · Historisch centrum van Puebla · Historische monumentenzone van Querétaro · Revillagigedo-archipel · Biosfeerreservaat van de monarchvlinder · Rotstekeningen van de Sierra de San Francisco · Beschermde stad San Miguel en het Heiligdom van Jesús de Nazareno de Atotonilco · Sian Ka'an · Precolumbiaanse stad Teotihuacan · Historische monumentenzone van Tlacotalpan · Precolumbiaanse stad Uxmal · Walvisreservaat van El Vizcaíno · Archeologische monumentenzone van Xochicalco · Historisch centrum van Zacatecas · Tehuacán-Cuicatlánvallei: oorspronkelijke habitat van Mesoamerika
- Bibliothèque nationale de France: cb122880084 (data)
- Gemeinsame Normdatei: 4257533-3
- Nationale Bibliotheek van Tsjechië: ge726157
- Virtual International Authority File: 126818914